# Philip D. Nicholson
Pour les articles homonymes, voir Nicholson.
Philip D. Nicholson (1951–) est un astronome américain. Il est professeur à l'université Cornell et affecté au département d'astronomie spécialisé en planétologie, son principal domaine de recherche.

## Biographie
Philip David Nicholson naît en 1951. Il obtient son doctorat de la California Institute of Technology en 1979. Il est le rédacteur en chef de la revue de planétologie Icarus depuis 1998,.
La plupart des recherches de Philip D. Nicholson porte sur la dynamique orbitale des anneaux planétaires et les satellites naturels, et il mène également des études observationnelles infrarouges sur des planètes, leurs satellites et leurs anneaux. Son travail inclut principalement des études sur les anneaux planétaires de Saturne, Uranus et Neptune via le programme Voyager et les occultations stellaires au sol. Avec des collègues au Canada et à Harvard, il s'implique dans la découverte de nombreux satellites naturels d'Uranus, Saturne et Neptune. Philip D. Nicholson est membre de l'équipe scientifique de la Visual Infrared Mapping Spectrometer pour la mission Cassini-Huygens, et est chef d'une équipe d'astronomes de l'université Cornell et de la California Institute of Technology qui étudie l'impact de la comète Shoemaker-Levy 9 sur Jupiter en juillet 1994 à partir de l'observatoire du Mont Palomar. Il siège à des comités sur l'exploration planétaire et lunaire, sur l'astronomie et sur l'astrophysique au Conseil américain de la recherche, à des comités pour l'observatoire aéroporté Gérard P. Kuiper et le télescope spatial Hubble, ainsi qu'à des comités consultatifs scientifiques pour Arecibo.
L'astéroïde (7220) Philnicholson a été nommé en son honneur.